# Agnes von Krusenstjerna
Agnes von Krusenstjerna (Växjö, 9 de octubre de 1894 - Estocolmo, 10 de marzo de 1940) fue una noble y escritora sueca cuyos libros desafiaron la moralidad imperante en su época. Fue el centro de una gran controversia literaria sobre la libertad de expresión.

## Biografía
Agnes von Krusenstjerna nació en Växjö y se crio en Gävle. Sobrina de Edvard von Krusenstjerna, nacería en el seno de una familia noble. Se formó en la academia del profesor de Anna Sandström, en Estocolmo. Se casó con David Sprengel en 1921. 
Tuvo que ser ingresada en hospitales mentales en varias ocasiones. En 1940 se le diagnosticó un tumor cerebral; moriría en la mesa de operaciones en marzo de ese mismo año, en la ciudad de Estocolmo.

### Obras
Debutó en 1917 como escritora con su novela Ninas dagbok ("El diario de Nina") y logró el éxito con la primera novela de la serie Toni (1922-1926), en la que trataba el desarrollo de una chica en el entorno de la nobleza.
La serie de novelas Tony fue muy polémica, ya que describía temas sexuales así como desórdenes mentales, lo cual hizo de Krusenstjerna una escritora polémica. La sexualidad, antes de los años veinte, no era apenas mencionada en novelas, y los libros de Krusenstjerna describían el sexo y el coito. La serie de novelas Fröknarna von Pahlen ("La señorita Von Pahlen") originó uno de los mayores y más controversiales debates de su tiempo en Suecia, conocido como la Krusenstjernafejden (La disputa Krusenstjerna). Esta serie describe relaciones sexuales, lo que atrajo una gran cantidad de atención y condujo a los intelectuales de la época a un debate de dos años de duración (1933-35) sobre la libertad de expresión, la relación de la literatura con la doble moral, el derecho de expresión de las mujeres y el derecho a la libertad sexual, y que culminó en la conferencia de escritores de Sigtuna, en 1935. Krusenstjerna se vio apoyada por Eyvind Johnson, Johannes Edfelt, Elmer Diktonius y Karin Boye, quien compararía aquel caso con la censura de la Alemania Nazi.
Sus obras se vieron muy inspiradas en sus propias experiencias y son consideradas parcialmente autobiográficas. En especial su última serie, Fattigadel ("Nobleza pobre") (1935-1938), que quedó inconclusa.

## Obras
Novelas
- Ninas dagbok ("El diario de Nina") - 1917
- Helenas första kärlek ("El primer amor de Helena") - 1918
- Fru Esters pensionat ("La pensión de la Sra. Ester") - 1927
- Händelser på vägen ("Acontecimientos en el camino") - 1929

Series
Tony (serie):
1. Tony växer upp ("La adolescencia de Tony") - 1922
2. Tonys läroår ("Los años de aprendizaje de Tony") - 1924
3. Tonys sista läroår ("Los últimos años de aprendizaje de Tony") - 1926

Fröknarna von Pahlen ("La señorita Von Pahlen") (serie):
1. Den blå rullgardinen ("La cortina azul") - 1930
2. Kvinnogatan ("La calle de las mujeres") - 1930
3. Höstens skuggor ("Las sombras del otoño") - 1931
4. Porten vid Johannes ("La puerta en Johannes") - 1933
5. Älskande par ("Parejas enamoradas") - 1933
6. Bröllop på Ekered ("Boda en Ekered") - 1935
7. Av samma blod ("Por la misma sangre") - 1935

Fattigadel ("Nobleza pobre"),Viveca von Lagercronas historia ("La historia de Viveca von Lagercrona", título original) (serie):
1. Fattigadel ("Nobleza pobre") - 1935
2. Dunklet mellan träden ("La sombra entre los árboles") - 1936
3. Dessa lyckliga år ("Estos años felices") - 1937
4. I livets vår ("En la primavera de vida") - 1938

Poemas
- Nunnornas hus ("La casa de las monjas") - 1937

Relatos cortos
- En dagdriverskas anteckningar ("Las notas de una mujer ociosa") - 1923
- Delat rum på Kammakaregatan ("Una habitación compartida en Kammakaregatan") - 1933
- En ung dam far till Djurgårdsbrunn ("Una joven señorita visita Djurgårdsbrunn") - 1933
- Vivi, flicka med melodi ("Vivi, una joven con una melodía") - 1936
- Stulet nyår ("Una víspera de Año Nuevo robada")

## Ficción
Su biografía fue representada en Amorosa (película de 1986).